# La luna (programa de televisión)
La luna fue un programa de televisión, emitido por TVE entre 1989 y 1990, dirigido por Sergi Schaaff, coordinado por Carmen Juan y presentado por Julia Otero.

## Formato
Se trataba de un programa de entrevistas. En cada programa, la conductora realizaba una entrevista en profundidad a un personaje relevante de la escena social, política o cultural. Completaba el programa una actuación musical.
El espacio comenzó a emitirse en el circuito catalán de TVE desde el 6 de febrero de 1989 con el título de La lluna, y en esa primera etapa se realizaban tres entrevistas. Tres meses después, desde el 19 de mayo, el programa pasa a emitirse en La 1 de TVE en horario de Prime time.

## Invitados

### Entrevistados
- Nuria Espert.
- Alfonso Guerra.[4]
- Paul Mc Cartney.[5]
- Emilio Sánchez Vicario, tenista.
- Manuel Pertegaz
- Anthony Quinn
- Antonio Gala
- Plácido Domingo
- Javier Mariscal
- Juan Antonio Ruiz
- Carmen Cervera
- Lina Morgan
- Margarita Landi
- Sito Pons
- Rosa Montero
- Bertín Osborne
- Vicky Larraz
- Martes y 13
- Lola Flores
- Santiago Dexeus Trias de Bes
- Xavier Cugat
- Joan Manuel Serrat
- Montserrat Caballé
- Manu Leguineche
- Albert Boadella
- Imanol Arias
- Manuel Gutiérrez Mellado
- María Dolores Pradera
- Juan Luis Cebrián
- Mario Conde
- Ana Bautista Reyes

### Números musicales
- El Último de la Fila.
- Cliff Richard.[6]
- Isabel Pantoja
- Hombres G
- Paloma San Basilio
- Loquillo y los Trogloditas
- Luz Casal
- Juan Pardo
- Dyango
- Milli Vanilli
- Mike Oldfield
- Gabinete Caligari
- Sara Montiel
- José Luis Perales
- Duncan Dhu
- Nana Mouskouri
- Los Ronaldos
- Víctor Manuel
- Tina Turner
- Rocío Jurado
- Miguel Ríos
- Ana Belén
- Orquesta Mondragón
- Joaquín Sabina

## Premios
- Antena de Oro: Julia Otero.
- TP de Oro; Personaje más popular: Julia Otero.